# 13145 Cavezzo
13145 Cavezzo è un asteroide della fascia principale. Scoperto nel 1995, presenta un'orbita caratterizzata da un semiasse maggiore pari a 3,1019243 au e da un'eccentricità di 0,1203291, inclinata di 7,31812° rispetto all'eclittica.
L'asteroide è dedicato all'omonima località italiana.